# Juan Carlos Blanco Acevedo
Juan Carlos Blanco Acevedo (1879 - 1952) fou un advocat i polític uruguaià pertanyent al Partit Colorado.

## Família
Fill de Juan Carlos Blanco Fernández i de Luisa Acevedo Vásquez. Els seus germans Pablo, Eduardo i Daniel també van tenir una destacada actuació política.
Casat amb Sofía Margarita Idiarte Borda Platero.

## Carrera
Graduat en Dret a la Universitat de la República.
Va ser ministre d'Afers Exteriors de l'Uruguai 
entre el 22 de desembre de 1924 i el 2 de juliol de 1926.